# Labrocerus similaris
Labrocerus similaris är en skalbaggsart som först beskrevs av Sharp 1908.  Labrocerus similaris ingår i släktet Labrocerus och familjen ängrar. Inga underarter finns listade i Catalogue of Life.